# Aegocera rectilinea
Aegocera rectilinea là một loài bướm đêm trong họ Noctuidae.